# Felipe León Guerra y Cumbreño
Felipe León Guerra y Cumbreño (Sierra de Fuentes, 20 de febrero de 1807-Gata, 1890) fue un historiador, escritor y médico español.

## Biografía
Nacido en la localidad cacereña de Sierra de Fuentes el 20 de febrero de 1807, era hijo de Juan Guerra y María Josefa Cumbreño.
Estudió sus primeras letras en su localidad natal, más tarde siguió la enseñanza en Guadalupe, donde aprendió música, y en Cáceres y Coria aprendió la gramática y filosofía. Pasó después a estudiar leyes en la Universidad de Salamanca, sin embargo, antes de terminar estos estudios cambió de propósito y se matriculó en la Universidad de Sevilla, en la Facultad de Medicina, terminando la carrera en Málaga, en junio de 1830. En 1833 estaba en Coria de profesor de filosofía en el Seminario Conciliar. En 1838 marchó a Gata de médico, donde fijó su residencia. Desde entonces su firma apareció en publicaciones periódicas como El Regenerador Extremeño de Cáceres, el Diario de Badajoz, el Semanario Pintoresco Español, La Ilustración Universal, Las Novedades y La Gaceta Agrícola. Falleció en 1890 en Gata.
Fue autor de títulos como Notas á las antigüedades de Extremadura de D. José Viu (Cáceres, 1854), Los siete libros primeros de la Eneida, en versos endecasílabos sueltos (Coria, 1870) y La Eneida de Virgilio (Coria, 1873). La primera obra, que Nicolás Díaz y Pérez consideraba «importantísima» para el estudio de la historia de la región, apareció en primer lugar en El Regenerador Extremeño. Más adelante se publicaron nuevas ediciones en Coria, en 1865 y 1872. También escribió Guadalupe.-Descripción del convento y apuntes que sobre el mismo hace D..... Traducción de los títulos de los preciosos cuadros de Zurbarán que hay en la sacristía, y de otros más antiguos, según el órden que tienen, y una poesía á la Sra. Vírgen de Guadalupe.